# 丸田光
丸田 光（まるた ひかる、10月6日 - ）は日本の男性声優、俳優。
長野県出身。身長 173cm。オフィスPAC所属。

## 出演作品

### 吹き替え
※（ ）役名、〔 〕俳優名または声優名

#### ドラマ
- エージェント・オブ・シールド (第1シーズン)（エージェント・デイヴィス〔マクシミリアン・オシンスキー〕[2]、ムカデ兵士②〔リコ・デヴロー〕[3]、無線②、香港ボーイ、男子学生①、ルッソの部下②、バイカー②、エージェント①、機動部隊③、男エージェント②、警官②、ピザ屋、ノイズメーカー[4]）
- グッド・ワイフ (第4シーズン)[5]
- ザ・ミドル 中流家族のフツーの幸せ（フィル）
- ボルジア家 愛と欲望の教皇一族 (第3シーズン)（アレッサンドロ・ファルネーゼ (枢機卿)[6]）

#### 映画
- アベンジャーズ/エイジ・オブ・ウルトロン（誘導警官2）
- アントマン（クインジェットの男性）
- エージェント:ライアン
- オズ はじまりの戦い（不満な客4[7]）
- サニー 永遠の仲間たち
- スーパーマンIII/電子の要塞 ※WOWOW追加録音版
- バック・トゥ・ザ・フューチャー（仲間①[8]）
  - ※BSジャパン版：初回放送2014年8月8日『シネマクラッシュ金曜名画座』
- バットマン vs スーパーマン ジャスティスの誕生（バスケの男）
- フレネミーズ（ジャン・フランク、他）
- マレフィセント (映画)（兵士9[9]）
- ミッション:インポッシブル/ローグ・ネイション（英国首相の護衛1）

#### アニメ
- ミュータント タートルズ ※2012年版シリーズ
- トロン：ライジング（バーティク[10]）
- ミッキーマウス!（スクーター 他）

#### アニメ映画
- ガーディアンズ 伝説の勇者たち
- タンタンの冒険/ユニコーン号の秘密[11]
- プレーンズ（黄色ピットカー[12]）
- プレーンズ2 /ファイアー&レスキュー（男市民②[13]）

### 舞台
- 「菜の花らぷそでぃ」 - 小林勇作 役
- 「家族ゲーム」 - 清水倫夫 役
- 「法王庁の避妊法」 - 高見詠一 役
- 「ソープ・オペラ」 - 椎名洋一 役
- 「ある八重子物語」 - 竹内一夫 役
- 朗読「忠臣蔵　第一部」 - 浅野内匠頭、他 役
- 朗読「忠臣蔵　第二部」 - 徳川綱豊、他 役
- 朗読「忠臣蔵　第三部」 - 磯貝十郎左衛門、他 役
- 「あけぼの町の空の下」 - 馬込義彦 役

### テレビアニメ
- フォトカノ（2013年、前田一也の友人、不良男子、B組男子）

### 劇場アニメ
- BURN THE WITCH（2020年、パパラッチ）

### ゲーム
2013年
- ダンボール戦機ウォーズ（高崎ケンタロウ）
- パペッティア
- ライトニング リターンズ ファイナルファンタジーXIII